# Бэд-Ривер (приток Миссури)
Бэд-Ри́вер (англ. Bad River — Плохая река) — река в центральной части Южной Дакоты (США), правый приток Миссури, длина 177 км.
Берёт начало на юге округа Хокон, от слияния рек Норт-Форк-Бэд-Ривер и Саус-Форк-Бэд-Ривер в 24 км к северу от Коттонвуда (англ. Cottonwood), и течёт на юго-восток, потом на востоко-северо-восток, мимо городов Мидленд (англ. Midland) и Капа (англ. Capa). Впадает в Миссури в городе Форт-Пьер (англ. Fort Pierre).
Бассейн реки известен депозитами отбеливающей глины и марганца.